# Campylospermum glaberrimum
Campylospermum glaberrimum är en tvåhjärtbladig växtart som först beskrevs av Ambroise Marie François Joseph Palisot de Beauvois, och fick sitt nu gällande namn av Farron. Campylospermum glaberrimum ingår i släktet Campylospermum och familjen Ochnaceae. Inga underarter finns listade i Catalogue of Life.